# Kanton Ouessant
Kanton Ouessant (fr. Canton d'Ouessant) je francouzský kanton v departementu Finistère v regionu Bretaň. Tvoří jej pouze jedna obec na stejnojmenném ostrově.